# 因格爾 (佛羅里達州)
因格爾（英語：Ingle）是位於美國佛羅里達州拿騷縣的一個非建制地區。該地的面積和人口皆未知。

## 地理
因格爾的座標為30°25′08″N 81°55′40″W / 30.41889°N 81.92778°W，而該地的平均海拔高度為24米（即79英尺）。